# Île Petite Tanaga
L'île Petite Tanaga est une île de la mer de Béring faisant partie des îles Andreanof et située dans l'archipel des Aléoutiennes, en Alaska. Elle se trouve  entre l'île Kagalaska et l'île Umak. Sa longueur est de 16 kilomètres.
Immédiatement au sud se trouve l'Île Chisak, elle aussi non peuplée.

## Histoire
L'île a été décrite par le capitaine Tebenkov en 1852, puis son nom a été changé en 1855 afin de la différencier de l'île Tanaga.